# Афанасій (Пархомович)
Архієпископ Афанасій (в миру Василь Пархомович; 1 січня 1828, село Хомутець Миргородського повіту Полтавської губернії — 5 вересня 1910) — єпископ Православної Російської Церкви; з 12 листопада 1894 року архієпископ Донський та Новочеркаський.

## Життєпис
Народився у сім'ї священника Полтавської єпархії; закінчив Полтавську духовну семінарію (у Переяславі); 1853 року — Київську духовну академію зі ступенем кандидата богослов'я та був призначений інспектором Кишинівського духовного училища; 1856 року — доглядачем останнього.
29 серпня 1858 року висвячений на пресвітера. З 1860 — законовчитель Кишинівської чоловічої гімназії; священник Андріївської церкви при Кишинівській чоловічій та жіночій гімназіях.
19 лютого 1871 року висвячений у сан протоієрея.
З 30 грудня 1875 — виконуючий обов'язки ректора Кишинівської семінарії; з 8 лютого 1885 — ректор. У 1880 році овдовів, залишившись із 5 дітьми.
9 березня 1885 року єпископом Аккерманським, вікарієм Кишинівської єпархії, Августином (Гуляницьким) пострижений у чернецтво з ім'ям Афанасій, на честь Афанасія I, Патріарха Константинопольського; 17 березня висвячений у сан архімандрита.
20 квітня 1885 року призначений єпископом Новгород-Сіверським, вікарієм Чернігівської єпархії, та настоятелем Єлецького Чернігівського монастиря; 9 червня в Олександро-Невській лаврі відбулася його єпископська хіротонія, яку очолив митрополит Санкт-Петербурзький Ісидор (Микільський).
4 березня 1889 призначений єпископом Сарапульським, вікарієм Вятської єпархії, з місцем перебування в Сарапулі.
8 листопада 1891 року призначений єпископом Єкатеринбурзьким та Ірбітським.
12 листопада 1894 року переміщений на Донську та Новочеркаську кафедру зі зведенням у сан архієпископа. Відкрив у Новочеркаську відділення Імператорського Православного Палестинського товариства, у якому відділенні головував.
16 вересня 1908 року звільнений на спокій із перебуванням у Гербовецькому Успенському монастирі Кишинівської єпархії (Бессарабія), де помер 5 вересня 1910 року.